# Jurassic Park
Jurassic Park (englisch; [dʒʊˈɹæsɪk ˈpɑːɹk]) ist ein Science-Fiction- und Abenteuerfilm von Steven Spielberg aus dem Jahr 1993 und der erste Teil der gleichnamigen Filmreihe. Die Handlung beruht auf dem Roman DinoPark (Originaltitel: Jurassic Park) von Michael Crichton, der zusammen mit David Koepp auch das Drehbuch zu dem Kino-Thriller schrieb.
Der Film ist vor allem für seine bahnbrechenden Spezialeffekte bekannt, für die er auch mit dem Oscar ausgezeichnet wurde. Er löste E.T. – Der Außerirdische als erfolgreichsten Film aller Zeiten ab und blieb dies bis zur Veröffentlichung von Titanic im Jahr 1997.

## Handlung
Der Multimilliardär John Hammond hat auf der pazifischen Insel Isla Nublar nahe Costa Rica mit Hilfe modernster Gentechnologie (DNA-Einbau siehe „Anachronistische Evolution“) einen Erlebnispark geschaffen – mit lebenden Dinosauriern und anderen paläontologischen Sensationen. Beim Transport eines Velociraptors kommt es zu einem Unfall, bei dem ein Arbeiter getötet wird. Die Investoren werden daraufhin nervös und fordern eine Überprüfung des Parks.
Daher laden Hammond und Donald Gennaro, der Anwalt seiner Investoren, eine Gruppe von Spezialisten ein, um sich die Sicherheit des Parks bescheinigen zu lassen: den Paläontologen Dr. Alan Grant, dessen Freundin und Kollegin, die Paläobotanikerin Dr. Ellie Sattler und den Chaostheoretiker Dr. Ian Malcolm.
Gleichzeitig wird Dennis Nedry, der unzufriedene Computerprogrammierer des Parks, von Lewis Dodgson, einem Unterhändler von Hammonds Konkurrenten, angeworben, für 1,5 Millionen US-Dollar Dinosaurier-Embryos von Hammonds Firma InGen zu stehlen.
Die von Hammond auf die Insel gebrachten Spezialisten sind nach einer ersten Besichtigung des Parks fasziniert und zugleich besorgt wegen dieses beträchtlichen Eingriffes in die Natur. Bei der nachmittäglichen Besucherfahrt mit elektrischen Autos, an der auch Hammonds Enkel Lex und Tim teilnehmen, steigen die Besucher aus. Dabei entdecken sie einen kranken Triceratops. Sattler entscheidet sich, dem Tierarzt Harding zu helfen und später zusammen mit ihm wieder in das Besucherzentrum zu fahren, während die übrigen Besucher ihre Tour fortsetzen. Da sich jedoch ein tropischer Sturm über der Insel ankündigt, muss die Führung abgebrochen werden und die Fahrzeuge fahren zurück in Richtung des Besucherzentrums.
Damit Nedry seinen Plan, die Embryos aus dem Park zu schaffen, umsetzen kann, setzt er kurzzeitig nahezu das gesamte Sicherheitssystem außer Betrieb und verlässt den Kommandoraum. Der damit verbundene Stromausfall lässt unter anderem die elektrisch betriebenen Fahrzeuge im Park ausfallen. Die Besucher sitzen bei anbrechender Dunkelheit vor dem Gehege des Tyrannosaurus fest.
Da auch die elektrischen Schutzzäune nicht mehr unter Spannung stehen, kann der Tyrannosaurus aus seinem Gehege ausbrechen und greift die stehengebliebenen Fahrzeuge und deren Insassen an. Anwalt Gennaro versteckt sich in panischer Angst in einer Toilettenanlage, wo er wenig später dem Tier zum Opfer fällt. Grant gelingt es, die Kinder vor dem Saurier zu retten, und er flieht mit ihnen zu Fuß. Malcolm bleibt schwer verletzt zurück. Nedry kommt auf der Fahrt zum Hafen mit den gestohlenen Embryos im Gewittersturm von der Straße ab und wird von einem Dilophosaurus getötet.
Sattler, die sich inzwischen wieder im Besucherzentrum befindet, begibt sich mit Robert Muldoon, dem Wildhüter des Parks, im Jeep auf die Suche nach den vermissten Personen. Sie entdecken den verletzten Malcolm und können ihn im Jeep, verfolgt vom Tyrannosaurus rex, in Sicherheit bringen.
Im Kommandoraum wird den Verantwortlichen klar, dass Nedry nicht zurückkommen wird. Da der Chefingenieur Ray Arnold das Passwort von Nedrys Computer nicht kennt, beschließen Hammond und Arnold, den Strom völlig abzustellen, um anschließend das gesamte System zu rebooten. Nach dem Neustart muss jedoch der Hauptschalter in einem Wartungsbunker von Hand wieder eingeschaltet werden. Arnold verlässt zu diesem Zweck das Hauptgebäude. Als er nicht zurückkehrt, machen sich Muldoon und Sattler auf den Weg zum Wartungsbunker. Hammond verbleibt mit Malcolm im Bunker des Hauptgebäudes. Durch das Abstellen der Stromversorgung konnten auch die Velociraptoren aus ihrem Gehege ausbrechen, dessen Schutzzaun Nedry als einzigen nicht abgeschaltet hatte. Während Muldoon versucht, die Reptilien vor dem Wartungsbunker abzulenken, gelingt es Sattler, ins Gebäude zu gelangen und dort die Stromversorgung wieder einzuschalten.
Gleichzeitig übersteigt Grant mit den Kindern auf dem Weg zum Hauptgebäude einen der Elektrozäune im Park. Während es Grant und Lex sicher über den Zaun schaffen, bekommt Tim durch den wieder unter Strom gesetzten Zaun einen elektrischen Schlag, kann aber von Grant wiederbelebt werden. Sattler sieht sich währenddessen dem Angriff eines Raptoren ausgesetzt, der, wie sie feststellt, zuvor bereits Arnold getötet hat. Sattler kann jedoch entkommen, während Muldoon von Velociraptoren eingekreist und getötet wird.
Grant und die beiden Kinder schaffen es schließlich zurück zum Hauptgebäude. Da sie dort niemanden antreffen, begibt sich Grant noch einmal nach draußen und findet wenig später die völlig verängstigte Sattler. Inzwischen werden die zurückgelassenen Kinder von zwei Raptoren bedroht und verfolgt. Sie fliehen in die Restaurantküche, von wo es ihnen gelingt, den Raptoren zu entkommen. Grant, Sattler und die Kinder begeben sich in den Kommandoraum. Dort schafft es Lex, die Sicherheitssysteme wieder hochzufahren, wodurch vorerst das Eindringen eines Raptors in den Kommandoraum verhindert wird. Grant erreicht Hammond telefonisch und fordert ihn auf, einen Hubschrauber für den Rückflug zum Festland anzufordern. Den Raptoren gelingt es jedoch, in den Kommandoraum einzudringen, sodass die Insassen erneut fliehen müssen. Auf dem Fluchtweg nach draußen wird die Gruppe von zwei Velociraptoren abgefangen und eingekreist. Als einer der Raptoren zum Sprung auf die Gruppe ansetzt, wird er vom Tyrannosaurus angegriffen. Während die Tiere gegeneinander kämpfen, gelingt es Grant, Sattler, Lex und Tim, in das Auto vor dem Eingang zu flüchten, in dem bereits Hammond und der verletzte Malcolm auf sie warten. Sie fahren zur Helikopterplattform und fliehen mit dem Hubschrauber von der Insel.

## Hintergrund

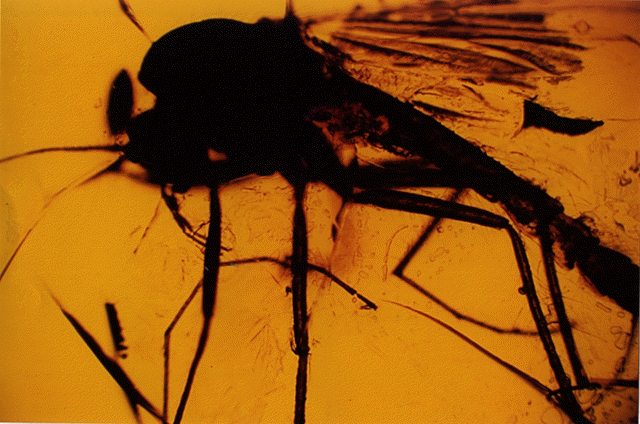
Die Cuticula dieser Mücke ist als Inkluse im 45 Millionen Jahre alten Bernstein nahezu vollständig erhalten.

Die Filmreihe basiert auf den Romanen von Michael Crichton. DinoPark erschien 1990 und der zweite Teil Lost World (deutsch: Vergessene Welt) erschien 1995. Die wissenschaftlichen Kernideen der Bücher werden in den Filmen wiederverwendet:
- Die Möglichkeit zur Vervielfachung (PCR) von Spuren der Erbsubstanz DNA nutzt Crichton als Grundlage, um DNA aus Dinosaurierblut zu gewinnen, das vor Millionen Jahren von Mücken gesaugt wurde, die anschließend in Baumharz eingeschlossen und als Bernsteininklusen (Einschlüsse) fossil konserviert wurden.

Eine Erhaltungsmöglichkeit von DNA innerhalb fossilierter Knochen wird von Wissenschaftlern nahezu ausgeschlossen, da die DNA nach dem Tod eines Lebewesens ohne Luftabschluss rasch zerfällt. So kommt eine 2012 durchgeführte Studie zu dem Schluss, dass selbst unter besten Bedingungen die DNA eines Organismus nach spätestens 6,8 Mio. Jahren vollständig zerfallen ist. Dies ist ein weit kürzerer Zeitraum als der Zeitpunkt des Aussterbens der Dinosaurier vor rund 65 Mio. Jahren. Isolierung jüngerer DNA sowie lebender Bakterien aus Bernstein wurde hingegen schon beschrieben.
- Die Diskussion über die Möglichkeit, mit Hilfe der Klonierung Lebewesen aus Körperzellen zu erzeugen, wird von Crichton fortgesponnen zur Möglichkeit, Fragmente von Dinosaurier-DNA durch Amphibien-DNA zu vervollständigen und daraus in Kunsteiern Dinosaurier-Embryonen zu erzeugen. Die Fähigkeit mancher Amphibien, ihr Geschlecht unter eingeschlechtlichen Bedingungen zu wechseln, eröffnet im Film den aus Sicherheitsgründen als Weibchen erschaffenen Dinosauriern die Möglichkeit zur Fortpflanzung.
- Die Unvorhersagbarkeit des Verhaltens komplexer Systeme, wie sie durch die Chaostheorie beschrieben werden.
- Eine in der Paläontologie inzwischen weitgehend anerkannte Theorie wird vorgestellt: Die nahe Verwandtschaft zwischen einer Gruppe relativ kleiner, agiler und möglicherweise besonders intelligenter Raubdinosaurier, zu denen auch Velociraptoren zählen, und den Vögeln.

Universal Studios zahlte dem Buchautor Michael Crichton für die Filmrechte 1,5 Millionen US-Dollar und weitere 500.000 US-Dollar für das Schreiben des Drehbuchs.
Unmittelbar nach den Dreharbeiten begann der Regisseur Steven Spielberg bereits die Arbeit an seinem nächsten Film Schindlers Liste. Die Nachbearbeitung von Jurassic Park übergab er an George Lucas und kontrollierte die Ergebnisse über eine Satellitenverbindung von Europa aus. Beide Filme kamen im Abstand von nur wenigen Monaten in die Kinos.
Mit der Verpflichtung von Richard Attenborough in der Rolle des John Hammond erfüllte sich Steven Spielberg einen Traum, weil er diesen schon seit langem als Regisseur und Schauspieler bewunderte. Attenborough war zuletzt 14 Jahre zuvor in dem Film Der menschliche Faktor als Schauspieler zu sehen gewesen und hatte sich in der Zwischenzeit auf seine Arbeit als Produzent und Regisseur konzentriert.
Hammond erwähnt im Film stolz, dass es sich bei der Stimme des Erzählers seiner Parkrundfahrt um den Schauspieler Richard Kiley handelt. Die Passage wurde direkt aus der Buchvorlage übernommen und für den Film (im englischen Originalton) auch tatsächlich die Stimme von Richard Kiley verwendet. Kiley war in den USA auch als Sprecher von zahlreichen Natur- und Tierdokumentarfilmen bekannt. In der deutschen Synchronisation hört man als Erzähler Lothar Blumhagen.
Im Film klebt am Computermonitor des Arbeitsplatzes von Dennis Nedry ein Schwarz-Weiß-Porträt. Bei der Person auf dem Foto handelt es sich um den Physiker Robert Oppenheimer, der als „Vater der Atombombe“ gilt.
Die Idee des hypermodernen und tödlichen Vergnügungsparks griff Crichton bereits 1973 in Westworld auf. Anstelle von Dinosauriern waren es Roboter, die unkontrolliert Amok liefen.

### Drehorte

Der Fels Keopuka an der Nordküste Mauis war Drehort für den Helikopteranflug auf die fiktive Insel Isla Nublar

Die zu Beginn des Films gezeigten Ausgrabungsarbeiten wurden in der Nähe von Ridgecrest beim Red Rock Canyon in Kalifornien gedreht. Die Dreharbeiten zu den meisten auf der Isla Nublar spielenden Szenen fanden nicht in Costa Rica, sondern auf den Inseln Hawaiis statt. So wurde die Eröffnungsszene, in der Dr. Grant und Dr. Sattler erstmals mit dem Helikopter die Insel anfliegen, am Keopuka Rock in Maui nahe dem „Maui Garden of Eden“ gefilmt. Viele weitere Szenen wurden auf der Insel Kauaʻi gedreht. So fanden die Dreharbeiten zur Landung des Hubschraubers vor den Manawaiopuna-Wasserfällen im Hanapepe-Tal statt. Die Lande-Plattform war ein für den Film temporär errichtetes Bauwerk. Das in den Park führende Tor stand in der Nähe der Quelle des nördlichen Arms des Wailua River („Blue Hole“) am Berg Waialeale. Der elektrische Zaun, auf den Tim klettert, wurde im Olokele-Tal errichtet. Die Begegnung mit der Gallimimus-Stampede hingegen wurde auf der Nachbarinsel Oʻahu auf der Kualoa Ranch im Kaʻaʻawa-Tal gedreht, wo auch Jahrzehnte nach den Dreharbeiten noch der umgestürzte Baum besichtigt werden konnte.

### Spezialeffekte
Jurassic Park setzte 1993 neue Maßstäbe im Bereich der Spezialeffekte und Computertechnik: Aufnahmen von animatronischen Dinosauriern wurden mit von Industrial Light & Magic erstellten Computeranimationen kombiniert, wobei letztere insgesamt nur 6 Minuten lang zu sehen sind. Als technische Basis wurden mehrere SGI-Rechner unter Irix verwendet.

## Unterschiede zur Romanvorlage
Obwohl der Film in der Hauptgeschichte über weite Teile relativ genau, wenn auch verkürzt, der Romanvorlage folgt, gibt es doch einige kleinere, aber auch ein paar recht schwerwiegende Unterschiede zum Buch. So steht die Thematik der sich doch fortpflanzenden Tiere auf der Insel und die Gefahr, diese könnten das Festland erreichen, in der Vorlage stärker im Mittelpunkt.
Auch werden einige Charaktere im Buch anders als im Film dargestellt beschrieben und erhalten andere Rollen. Der Milliardär John Hammond beispielsweise überlebt im Film unverletzt, wird in der Buchvorlage jedoch von Sauriern aufgefressen.
Der Anwalt Gennaro hingegen wird im Roman zusammen mit Grant, Sattler und den Kindern evakuiert und spielt dort auch eine sehr viel tragendere Rolle als im Film. Ähnlich verhält es sich mit den Figuren Ian Malcolm (Mathematiker), Robert Muldoon (Safariführer) und Henry Wu (Chefgenetiker). Muldoon überlebt im Buch, aber stirbt im Film, während Wu im Film überlebt, aber dafür im Buch stirbt.
Die Rollen der beiden Kinder Lex und Tim sind in Buch und Film vertauscht. In der Romanvorlage ist Lex die jüngere der beiden, während Tim bereits etwa elf Jahre alt ist. Auch ist er derjenige, der sich im Buch mit den Computern im Kontrollraum auskennt und Alan und Ellie das Leben rettet, indem er die Türen des Raums verschließt, was verhindert, dass die Raptoren hineinkommen können. Im Film ist Lex die ältere und auch diejenige, die den beiden Erwachsenen mithilfe ihrer Computerkenntnisse das Leben rettet.
Im Roman gibt es einen Mitarbeiter des Parks namens Ed Regis, der vom Anfang des Buches bis zum ersten Angriff des T-Rex Teil der Geschichte ist. Kurz nach der Attacke wird er jedoch von einem zweiten, kleineren und jüngeren T-Rex getötet. Im Film kommen sowohl Regis als auch der zweite Rex nicht vor. Seine Rolle wird hier hauptsächlich von Gennaro, zum Teil von Hammond eingenommen.
Während der Tour durch den Park halten die Protagonisten des Buches und des Filmes an einer bestimmten Stelle an und gehen ein Stück in die Wildnis des Parks. Dort treffen sie auf den Tierarzt des Parks, Dr. Harding, der gerade einen kranken Pflanzenfresser versorgt. Im Film handelt es sich bei dem Dinosaurier um einen Triceratops, im Buch ist es jedoch ein Stegosaurus.
Kurz vor Ende des Romans, als der Park schon in den letzten Zügen liegt, machen sich Alan, Ellie, Muldoon und Gennaro auf den Weg in den Süden der Insel, um dort nachzuforschen, wie viele Nester die Raptoren außerhalb ihres Zwingers gebaut haben. Sie wollen damit herausfinden, wie viele Tiere ungefähr auf der Insel geboren wurden, um sicherzustellen, dass keine Tiere das anstehende Bombardement der costa-ricanischen Luftwaffe überleben.
Nachdem diese Aufgabe erledigt ist, werden die vier am Strand von einem Hubschrauber eingesammelt und zusammen mit Lex, Tim und einigen wenigen überlebenden Mitarbeitern des Parks evakuiert.
Daraufhin fliegen sie über die Insel und beobachten, wie die Parkgebäude und die Dinosaurier von einem zweiten Hubschrauber mittels Raketen vernichtet werden.
Im Film findet diese letzte Expedition der Überlebenden nicht statt, auch gibt es von einem Angriff des Militärs keine Spur. Die Überlebenden werden nur von der Insel weggeflogen. Eine Roman-Sequenz, die das Entkommen einiger Dinosaurier von der Insel andeutete, findet sich im Film ebenfalls nicht.

## Synchronisation
Die deutschsprachige Synchronisation entstand nach einem Dialogbuch und unter der Dialogregie von Michael Nowka im Auftrag der Berliner Synchron Wenzel Lüdecke.
| Rolle             | Darsteller           | Deutscher Sprecher      |
| ----------------- | -------------------- | ----------------------- |
| Dr. Alan Grant    | Sam Neill            | Wolfgang Condrus        |
| Dr. Ellie Sattler | Laura Dern           | Sabine Jaeger           |
| John Hammond      | Richard Attenborough | Friedrich W. Bauschulte |
| Dr. Ian Malcolm   | Jeff Goldblum        | Arne Elsholtz           |
| Lex Murphy        | Ariana Richards      | Andrea Wick             |
| Tim Murphy        | Joseph Mazzello      | Timm Neu                |
| Robert Muldoon    | Bob Peck             | K. Dieter Klebsch       |
| Donald Gennaro    | Martin Ferrero       | Wilfried Herbst         |
| Dennis Nedry      | Wayne Knight         | Michael Walke           |
| Ray Arnold        | Samuel L. Jackson    | Ronald Nitschke         |
| Dr. Gerry Harding | Gerald R. Molen      | Hans Teuscher           |
| Dr. Henry Wu      | B.D. Wong            | Torsten Sense           |
| Dr. Lewis Dodgson | Cameron Thor         | Jörg Hengstler          |
| Richard Kiley     | Richard Kiley        | Lothar Blumhagen        |
| Mr. DNS           | Greg Burson          | Jürgen Thormann         |
| Juanito Rostagno  | Miguel Sandoval      | Alejandro Quintana      |

## Filmtitel
Der Titel des Films bedeutet übersetzt „Jura-Park“ und bezieht sich auf das geologische Zeitalter Jura, dem mittleren Abschnitts des Mesozoikums („Erdmittelalter“), als die Dinosaurier zu den dominierenden Tieren des Festlandes aufstiegen.
Von den Dinosauriern, die namentlich im Film erwähnt werden, stammen jedoch nur die Gattungen Brachiosaurus und Dilophosaurus aus der Jurazeit. Gallimimus, Tyrannosaurus rex („T-Rex“), Triceratops und Velociraptor hingegen lebten später während der Oberkreide gegen Ende des Mesozoikums.

## Darstellung der Dinosaurier
Der Velociraptor, dessen nur etwa truthahngroße Überreste in der Mongolei gefunden wurden, erlangte dank Jurassic Park eine große Bekanntheit und Popularität. Die Darstellung dieses Tieres im Film orientiert sich hinsichtlich seiner Größe und Schädelform jedoch an Deinonychus, einer nahe verwandten Gattung aus Nordamerika.
Dilophosaurus hingegen hat im Film nur etwa ein Drittel seiner tatsächlichen Größe; seine Darstellung als giftspuckend und mit einem Kragen, dem einer Kragenechse ähnelnd, beruht nicht auf wissenschaftlichen Erkenntnissen. Dies gilt auch für die Behauptung, dass der Tyrannosaurus rex nur Objekte in Bewegung sehen könne.
Der Brachiosaurus ist im Film größer als in Wirklichkeit. Sein Kopf hat dort annähernd die Größe eines menschlichen Körpers. Der Schädel von Brachiosauriden ist in Wirklichkeit jedoch nur etwa so groß wie der Oberkörper eines Menschen.

## Veröffentlichung
Der amerikanische Kinostart erfolgte am 11. Juni und der deutsche Kinostart am 2. September 1993. Jurassic Park war der erste Film, der das von Universal gemeinsam mit Matsushita entwickelte digitale Tonsystem DTS nutzte. Neben dem regulären optischen Ton in Dolby Stereo befand sich auf allen an die Kinos ausgelieferten Kopien ein ebenfalls optischer Zeitcode, mit dem der Film mit einem separaten CD-Player synchronisiert werden konnte, der den digitalen Sechskanal-Ton abspielte.
Als Steven Spielberg 2012 die 3D-Version von James Camerons Titanic sah, war von dem Ergebnis so beeindruckt, dass er die verantwortliche Firma Stereo D beauftragte, eine 3D-Fassung von Jurassic Park zu erstellen. Diese startete Anfang April 2013 in den nordamerikanischen Kinos.

## Fortsetzungen
1997 wurde Vergessene Welt: Jurassic Park veröffentlicht, erneut von Steven Spielberg inszeniert. Jurassic Park III folgte 2001. Mit Jurassic World aus dem Jahr 2015 wurde eine zweite Trilogie begonnen, die 2018 mit Jurassic World: Das gefallene Königreich fortgesetzt und 2022 mit Jurassic World: Ein neues Zeitalter beschlossen wurde. 2025 erschien Jurassic World: Die Wiedergeburt.

## Rezeption

### Einspielergebnis
Die Produktionskosten von Jurassic Park betrugen rund 63 Millionen US-Dollar, davon allein 18 Millionen US-Dollar für die computergenerierten Szenen. Der Film spielte bei seiner ursprünglichen Veröffentlichung 1993 weltweit rund 915 Millionen US-Dollar ein und war in der Zeit von 1993 bis 1998 der erfolgreichste Film weltweit, ehe Titanic von James Cameron diesen Platz einnahm.
In der Liste der weltweit erfolgreichsten Filme aller Zeiten belegt Jurassic Park derzeit Platz 39 (Stand: 19. April 2025). Neben den Einnahmen an den Kinokassen wurden noch Merchandising-Einnahmen in Höhe von 3 Milliarden Dollar erzielt.
3D-Version
Die 3D-Konvertierung kostete rund 10 Millionen US-Dollar (8,5 Mio. Euro; 7,9 Mio. Schweizer Franken) und spielte am Startwochenende in Nordamerika (USA und Kanada) 18,2 Millionen US-Dollar (15,4 Mio. Euro; 14,4 Mio. Schweizer Franken) ein. Insgesamt generierte die Wiederaufführung international Einnahmen in Höhe von 118 Millionen Dollar.

### Kritiken
Auf der Website Rotten Tomatoes konnte der Film bei beiden, dem Publikum und den Kritikern, zu 91 Prozent positiv überzeugen.
Der Filmdienst vergab dem Werk vier von fünf möglichen Sternen und beurteilte es als humorvolles, actionreiches Spektakel, das mit „etwas Sentimentalität spannend unterhält. Die höchste Perfektion der Modell- und Animationstechnik ersetzt freilich die fehlende Substanz der Handlung, sodass die Geisterbahn der erstaunlichen Spezialeffekte weniger mit Filmkunst als mit Disneyland zu tun hat.“

### Auszeichnungen
Goldene Leinwand 1993, 1994
- Goldene Leinwand mit einem Stern (1993)
- Goldene Leinwand mit zwei Sternen (1994)

Academy Awards 1994
- Oscar in der Kategorie Beste Tonmischung für Gary Summers, Gary Rydstrom, Shawn Murphy, Ron Judkins
- Oscar in der Kategorie Bester Tonschnitt für Gary Rydstrom, Richard Hymns
- Oscar in der Kategorie Beste Visuelle Effekte für Dennis Muren, Stan Winston, Phil Tippett, Michael Lantieri

Saturn Award 1994
- Preis in der Kategorie Bester Science-Fiction-Film
- Preis in der Kategorie Beste Regie für Steven Spielberg
- Preis in der Kategorie Beste Spezialeffekte für Dennis Muren, Stan Winston, Phil Tippett, Michael Lantieri
- Preis in der Kategorie Bestes Drehbuch für Michael Crichton (Roman), David Koepp
- Nominiert in der Kategorie Beste Hauptdarstellerin: Laura Dern
- Nominiert in der Kategorie Bestes Kostüm: Sue Moore, Eric H. Sandberg
- Nominiert in der Kategorie Beste Musik: John Williams
- Nominiert in der Kategorie Bester Nebendarsteller: Jeff Goldblum, Wayne Knight
- Nominiert in der Kategorie Bester Nachwuchsdarsteller: Joseph Mazzello, Ariana Richards

Awards of the Japanese Academy 1994
- Ausgezeichnet als bester ausländischer Film

BAFTA Award 1994
- BAFTA Award in der Kategorie Beste Spezialeffekte für Dennis Muren, Stan Winston, Phil Tippett, Michael Lantieri
- Nominiert in der Kategorie Bester Ton: Gary Summers, Gary Rydstrom, Shawn Murphy, Ron Judkins, Richard Hymns

BMI Film & TV Awards 1994
- BMI Film Music Award für John Williams

Blue Ribbon Awards 1994
- Ausgezeichnet als bester ausländischer Film

Blue Ribbon Awards 1994
- Nominiert in der Kategorie Bester Ton: Gary Summers, Gary Rydstrom, Shawn Murphy, Ron Judkins

Czech Lions 1994
- Ausgezeichnet als bester ausländischer Film

Grammy Awards 1994
- Nominiert in der Kategorie Beste Filmmusik: John Williams

Hugo Awards 1994
- Hugo in der Kategorie Beste dramatische Darbietung

MTV Movie Awards 1994
- Nominiert in der Kategorie Bester Film
- Nominiert in der Kategorie Beste Action-Szene
- Nominiert in der Kategorie Bestes Ungeheuer (T-Rex)

Mainichi Eiga Concours 1994
- „Reader’s Choice Award“ in der Kategorie Bester ausländischer Film für Steven Spielberg

Motion Picture Sound Editors 1994
- „Golden Reel Award“ in der Kategorie Bester Tonschnitt

People’s Choice Award 1994
- Ausgezeichnet als bester allgemeiner Film

Young Artist Awards 1994
- Ausgezeichnet als bester Nachwuchsdarsteller einer begleitenden Hauptrolle: Joseph Mazzello
- Ausgezeichnet als bester Nachwuchsdarsteller: Ariana Richards
- Ausgezeichnet als bester Familienfilm in der Kategorie Action/Adventure

Las Vegas Film Critics Society Awards 2000
- Nominiert für den „Sierra Award“ in der Kategorie Beste DVD

Library of Congress
- Aufnahme in das National Film Registry (2018)

Die Deutsche Film- und Medienbewertung FBW in Wiesbaden verlieh dem Film das Prädikat „wertvoll“.